# Lionneta
Lionneta là một chi nhện trong họ Oonopidae.